# Anselmo Grau
Raúl Anselmo Grau Ribeiro (Montevideo, 4 de diciembre de 1930 - 13 de octubre de 2001), músico y locutor de radio uruguayo.

## Biografía
Su padre, hincha de Peñarol, le puso el nombre en homenaje al futbolista Pellegrín Anselmo. De niño creció entre el barrio La Comercial y Villa Muñoz. A los once años, ya trabajaba en una herrería y pagaba el alquiler de su casa. 
En la casa de su infancia no había libros, pero el padre leía el diario de la noche, todos los días. Y se oía mucho a radio. 
Debutó como solista en Radio El Espectador el 17 de enero de 1959.  A los veinticuatro años tuvo su primera guitarra y estudió con Atilio Rapat y fue alumno como oyente de Lauro Ayestarán. El primer dúo que formó Grau se llamaba Los Baqueanos. Con el cuarteto Los Chasques  interpretó canciones de: Los Fronterizos, Los Chalchaleros, Atahualpa Yupanqui y Eduardo Falú. en 1959 debutó en la fonoplatea de El Espectador. 
En la década de 1960 condujo los  programas televisivos “Esta tarde en lo de Anselmo” y “Guitarreada”. En 1967 publicó el libro “Canciones y cuentos” (Ed. Cumbre). 
Grabó para los sellos Antar, Clave, Orfeo, Mallarini Producciones, La Batuta y Discovery.
Desde 1975 hasta 1985, a raíz de la dictadura cívico-militar uruguaya, permaneció exiliado en Buenos Aires. A su regreso realiza escasos recitales y conduce el programa radial “Canta el Uruguay” en CX 40 Radio Fénix.
También fue consejero de AGADU. 
En 1998 el sello Ayuí / Tacuabé edita el disco de antología "Canta el Uruguay". En la presentación participaron los músicos Mauricio Ubal, Rubén Olivera, Numa Moraes, Lágrima Ríos y Washington Carrasco, así como compositor e investigador Coriún Aharonián.

## Discografía
- Canta el Uruguay (EP. Antar  FP 33-002)
- Con todo mi sentir (Antar PLP 5031. 1963)
- Folklore Oriental (Clave CLP 1009. 1965)
- Entonces sabrás / Petiso aguatero (Odeon. 1969)
- Entonces sabrás (Orfeo ULP 90513. 1969)
- Libertad es la palabra (Fol-Def FEP 3. 1969)
- Inocencio Otroyo (Mallarini Producciones 30.028. 1970)
- Cielito del Frente Amplio / La censurada  (simple. Mallarini Producciones 30.048. 1971)
- Tuve un país (La Batuta LBC 027. 1985)
- Canta el Uruguay / Una antología  (antología. Ayuí / Tacuabé ae200cd. 1998)